# Kevin Bobson
Kevin Marlon Bobson (Amsterdam, 13 november 1980) is een voormalig Nederlands betaald voetballer. Hij speelde vooral als linksbuiten.

## Carrière
Kevin begon in de jeugd van SV Bijlmer en viel daar de scouts van Ajax op, waar hij uiteindelijk ook heen ging. Op 16 mei 1999 maakte Bobson zijn debuut voor Ajax, in de met 2-0 gewonnen wedstrijd tegen RKC Waalwijk. In de twee seizoenen die daarop volgden speelde Bobson nog maar 7 wedstrijden voor Ajax en toen hij eind 2000 niet uitgeleend wilde worden aan Haarlem, werd hij uit de selectie gezet.
In de zomer van 2001 verhuisde hij naar NAC Breda, waar hij 2 seizoenen goed speelde. Het leverde hem aan het begin van seizoen 2003/04 een transfer op naar het Spaanse RCD Espanyol, maar hij kon niet echt indruk maken. Een seizoen later haalde Willem II hem alweer terug naar Nederland. De Amsterdammer werd eind 2005 echter uit de selectie van Willem II gezet. De technische staf besloot de speler individueel te laten trainen om hem weer op het gewenste niveau te laten komen. Medio januari 2006 werd hij weer bij de selectie teruggehaald.
Het seizoen 2007/2008 was voor Bobson bij Willem II geen groot succes. Lange tijd was hij uit vorm en van veel supporters van de Tricolores had hij de steun verloren. Na overleg met trainer en technisch manager Andries Jonker werd begin januari 2008 besloten dat hij de club per direct mocht verlaten. Hij werd voor 6 maanden gehuurd door NEC. Vanaf augustus 2008 speelde hij voor het Oostenrijkse Red Bull Salzburg, waar hij op 15 januari 2009 te horen kreeg dat hij transfervrij mocht vertrekken. Bobson speelde vanaf januari tot juli 2009 bij het Luxemburgse FC Wiltz 71.
Een overgang naar FC Omniworld en het Australische Newcastle Jets ketste af op de contractvoorwaarden. In de zomer van 2010 was hij op proef bij Hartlepool United en Brighton & Hove Albion, maar hij kreeg geen contract aangeboden. In oktober 2010 ging hij op proef spelen bij Excelsior. In december 2010 was Bobson op proef bij zaterdagtopklasser IJsselmeervogels. Hier kwam hij terecht via IJsselmeervogels-speler Kwong-Wah Steinraht, maar ook hier volgde geen verbintenis uit.
In 2012 speelde Bobson in het eerste team van Zuidoost United uit Amsterdam in de zondag vierde klasse.

## Nederlands elftal
Kevin Bobson werd tijdens de kwalificatiereeks voor het Wereldkampioenschap voetbal 2006 door bondscoach Marco van Basten opgeroepen voor de selectie tegen Macedonië op 9 oktober 2004 en Finland op 13 oktober 2004. Tegen Macedonië zat Bobson op de reservebank en kwam uiteindelijk niet aan spelen toe. Voor de wedstrijd tegen Finland viel hij af. Bobson heeft daarna nooit meer een uitnodiging mogen ontvangen.
Hij speelde driemaal voor het Nederlands elftal onder 21.